# Plectorhinchus
Plectorhinchus is een geslacht van de familie Haemulidae (grombaarzen) van de orde van baarsachtigen. De Engelse benaming van dit geslacht, dat 35 soorten kent, is sweetlips.
De soorten van dit geslacht komen voor in zoet, brak en zout water.

## Soorten
- Plectorhinchus albovittatus (Rüppell, 1838)
- Plectorhinchus celebicus (Bleeker, 1873)
- Plectorhinchus ceylonensis (Smith, 1956)
- Plectorhinchus chaetodonoides Lacepède, 1801
- Plectorhinchus chrysotaenia (Bleeker, 1855)
- Plectorhinchus chubbi (Regan, 1919)
- Plectorhinchus cinctus (Temminck & Schlegel, 1843)
- Plectorhinchus diagrammus (Linnaeus, 1758)
- Plectorhinchus faetela (Forsskål, 1775)
- Plectorhinchus flavomaculatus (Cuvier, 1830)
- Plectorhinchus gaterinoides (Smith, 1962)
- Plectorhinchus gaterinus (Forsskål, 1775)
- Plectorhinchus gibbosus (Hombron & Jacquinot, 1853)
- Plectorhinchus harrawayi (Smith, 1952)
- Plectorhinchus lessonii (Cuvier, 1830)
- Plectorhinchus lineatus (Linnaeus, 1758)
- Plectorhinchus macrolepis (Boulenger, 1899)
- Plectorhinchus macrospilus Satapoomin & Randall, 2000
- Plectorhinchus mediterraneus (Guichenot, 1850)
- Plectorhinchus multivittatus (Macleay, 1878)
- Plectorhinchus nigrus (Cuvier, 1830)
- Plectorhinchus obscurus (Günther, 1872)
- Plectorhinchus orientalis (Bloch, 1793)
- Plectorhinchus paulayi Steindachner, 1895
- Plectorhinchus pictus (Tortonese, 1936)
- Plectorhinchus picus (Cuvier, 1830)
- Plectorhinchus plagiodesmus Fowler, 1935
- Plectorhinchus playfairi (Pellegrin, 1914)
- Plectorhinchus polytaenia (Bleeker, 1852)
- Plectorhinchus punctatissimus (Playfair, 1868)
- Plectorhinchus schotaf (Forsskål, 1775)
- Plectorhinchus sordidus (Klunzinger, 1870)
- Plectorhinchus umbrinus (Klunzinger, 1870)
- Plectorhinchus unicolor (Macleay, 1883)
- Plectorhinchus vittatus (Linnaeus, 1758)